# Augusto Boal

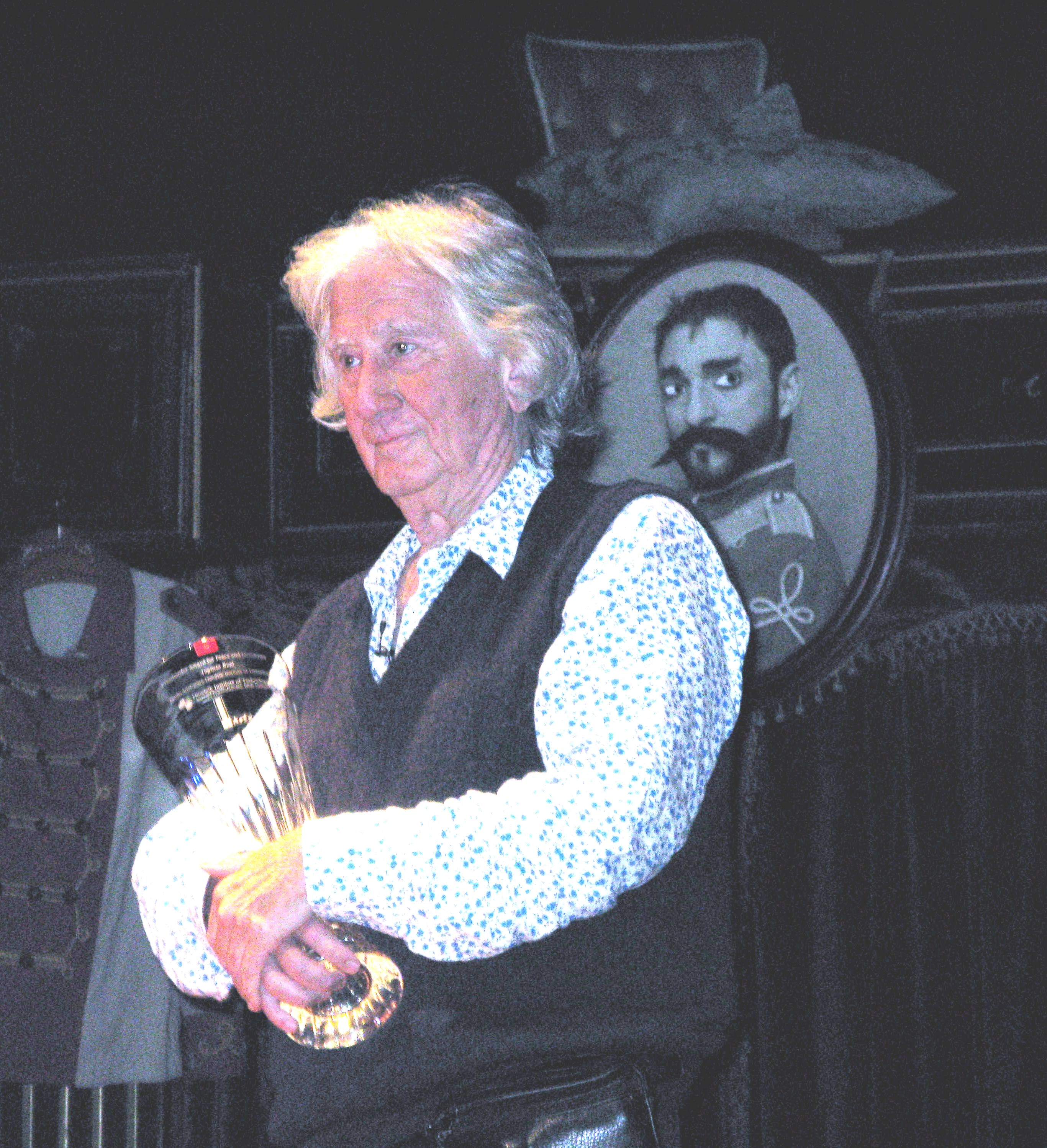
Augusto Boal, 2008

Augusto Boal (* 16. März 1931 in Rio de Janeiro, Brasilien; † 2. Mai 2009 ebenda) war ein brasilianischer Regisseur, Theaterautor und Theatertheoretiker. Er war der Entwickler der Theaterformen „Theater der Unterdrückten“, „Forumtheater“, „Unsichtbares Theater“, „Legislatives Theater“ sowie schließlich des „Regenbogens der Wünsche“. Boal, dessen Vorbilder u. a. Bertolt Brecht und Konstantin Stanislawski waren, ging es um eine Veränderung der Realität durch Theater, um Lösungen sozialer Probleme und eine Demokratisierung der Politik durch Theater. Er gilt als bedeutender Theaterpädagoge und wurde für den Friedensnobelpreis vorgeschlagen.

## Leben
Augusto Boal studierte Theaterwissenschaften und Chemie an der Columbia University in New York. Zwischen 1950 und 1960 entwickelte er am Núcleo do Teatro de Arena in São Paulo eine neue Theateridee, die sich in ganz Lateinamerika verbreitete: das „Theater der Unterdrückten“. 1971, während der Militärdiktatur, wurde Boal verhaftet und gefoltert. Nach seiner Entlassung wurde er aus Brasilien ausgewiesen. Er lebte von 1971 bis 1976 in Buenos Aires im Exil. In dieser Zeit schrieb er sein berühmtes Buch „Theater der Unterdrückten“ (1973) und „Torquemada“ (1971), ein Buch über seine Erfahrung bei der Folter unter der Militärdiktatur. 1976 wurde er Gastprofessor und Leiter der Theatergruppe A Barraca in Lissabon. Ab 1978 lebte er in Paris und unterrichtete vor allem Schauspielende in fast allen europäischen Ländern.
1986 kehrte Boal nach Brasilien zurück und war von 1991 bis 1996 Vereador (Stadtrat) von Rio de Janeiro. Damals erprobte er Möglichkeiten der direkten Demokratie („Legislatives Theater“). Unter dem Einfluss seines langjährigen Exils in Europa entwickelte er seit Ende der 1980er-Jahre eine Reihe neuer Theatermethoden, so genannte „prospektive“ und „introspektive“ Techniken, die sich in der Pädagogik, in der Theaterpädagogik, im Schauspieltraining, im therapeutischen Bereich und in der Teamentwicklung etabliert haben. Zusammengefasst sind diese neueren Methoden unter dem Titel „Der Regenbogen der Wünsche“ (Rainbow of Desire).
Augusto Boal starb am 2. Mai 2009 im Alter von 78 Jahren in Rio de Janeiro an den Folgen einer Leukämieerkrankung.

## Wirkung in Brasilien
Was mit so genannten Volkstheater-Fabriken Mitte der 1980er-Jahre begonnen hatte, entwickelte sich zu einem politischen Mandat für die Arbeiterpartei Partido dos Trabalhadores PT, für die er in den Senat seiner Heimatstadt einzog. Im Zusammenwirken mit den Bürgerinitiativen in den Stadtteilen entwickelte das Centro Teatro Oprimido viele Forumtheaterszenen, die dann mit den Publikumsreaktionen zu einem Gesetzesvorschlag ausgearbeitet wurden. Über 60 solcher Initiativen wurden auf den Weg gebracht, 13 davon waren sofort erfolgreich, andere wie die Benachteiligung von Homosexuellen lösten Initiativen zur Bundes-Gesetzgebung aus.
Im Zusammenwirken mit den Demokratisierungsbestrebungen der PT in anderen Städten entstanden Grundlagen für eine partizipative politische Arbeit in den Zeiten politischen Desinteresses bei gleichzeitiger Zeitverknappung durch Neo-Liberalisierung und Globalisierung.

## Wirkung in Europa
Die konkreten Experimente, die Boal anlässlich des „Theaters der Welt“ 1979 in Hamburg mit deutschen Schauspielern veranstaltete, sind zwar nicht als Methode, aber in der Sache gescheitert. Boal, der in den 1970er-Jahren vor einer brutalen und menschenverachtenden Militärdiktatur in Brasilien geflohen war, konnte zwar die Technik des „unsichtbaren Theaters“ eins zu eins nach Europa übertragen, nicht aber den erhofften aufklärerischen Zweck an den Theatern erzielen.
Augusto Boals „Theater der Unterdrückten“ geht von zwei Grundsätzen aus: Der Zuschauer als passives Wesen und Objekt soll zum Aktivisten der Handlung werden. Das Theater soll sich nicht nur mit der Vergangenheit beschäftigen, sondern ebenso mit der Zukunft und deren Möglichkeiten. In den Diskussionen, worin er kritische Analysen vom Theater des Aristocrates, Machiavelli und Brecht vorstellte und dann mit Diskussionen über seine Praxis und Experimente vervollständigte, räumte Boal wörtlich ein, dass „die Unterdrückungsmechanismen in Deutschland viel zu subtil sind, um durch das ‚unsichtbare Theater‘ sichtbar gemacht zu werden.“
Während seiner Zeit in Frankreich erweiterte er den ursprünglich politischen Fokus seiner Art von Theater durch Kooperation mit psychiatrischen Anstalten. Dabei entwickelte er das Konzept Der Polizist im Kopf (Englisch: Cop in the Head), das er in seinem Buch Der Regenbogen der Wünsche beschrieb (zuerst auf Englisch veröffentlicht im Jahr 1995).
In allen europäischen Ländern gibt es Gruppen und Initiativen, die diese Methoden anwenden, vermitteln und weiterentwickeln, zum Teil in regionalen Bewegungen, zum Teil in nationalen Verbänden (etwa die Forumteaterföreningen i Sverige oder die ARGE Forumtheater Österreich). Da die Schnittstellen sowohl in der Theaterpädagogik als auch in der politischen Bildung, im politischen Theater und in der interkulturellen Kommunikation liegen, fällt es dort schwer, die Kategorien dieser ganzheitlichen Bewusstseinsarbeit, die sich auf die Grundlagen von Paulo Freire bezieht, zusammenzudenken.

## Auszeichnungen
Die UNESCO zeichnete Augusto Boal im Jahr 1994 für seine Arbeit mit der Pablo-Picasso-Medaille aus und die Universität Nebraska verlieh ihm 1996 gemeinsam mit Paulo Freire die Ehrendoktorwürde. Das „Theater der Unterdrückten“ wurde von der UNESCO als Method of Social Change anerkannt. Es wurde die Internationale Organisation des Theater der Unterdrückten (ITO) gegründet, deren Präsident er war. Im Jahr 2007 erhielt Boal einen Prinz-Claus-Preis, verbunden mit einem Preisgeld in Höhe von 25.000 Euro. Durch internationale Initiativen wurde er für den Friedensnobelpreis vorgeschlagen.

## Werke
- Übungen und Spiele für Schauspieler und Nicht-Schauspieler. Frankfurt 2013, ISBN 978-3-518-46449-6
- Theater der Unterdrückten. Frankfurt 1979 u. a., ISBN 3-518-11361-5 (vermittelt Grundwissen und Hintergründe des Entstehens, Beispiele von Forum- und Unsichtbarem Theater)
- Legislative Theatre: Using Performance to Make Politics. London 1998, ISBN 0-415-18241-7 (die Entwicklung des legislativen Theaters in Rio und Weiterverbreitung, englisch)
- Der Regenbogen der Wünsche. Herausgegeben und bearbeitet von Jürgen Weintz, Seelze (Velber) 1999, ISBN 3-7800-5811-1, Neuauflage Berlin/Milow/Strasburg 2006, ISBN 3-937895-18-3 (Zusammenstellung vor allem der psychisch-orientierten Methoden)
- Hamlet und der Sohn des Bäckers. Die Autobiografie. Übersetzt von Birgit Fritz und Elvira M. Gross. Mandelbaum, Wien 2013, ISBN 978-3-85476-626-1

### Dramen
- 1957: Ehemann mager, Frau flach
- 1960: Revolution auf südamerikanisch
- 1961: José von der Wiege bis zur Bahre
- 1965: Arena erzählt Zumbí
- 1967: Kriegszeit
- 1970: Theaterzeitung, Erstausgabe
- 1971: Das große internationale Abkommen des Onkel Sam
- 1971: Torquemada (entstanden während seiner Haft in Brasilien)
- 1977: Mit der Faust ins offene Messer, ISBN 3-88661-035-7

(alle: Verlag der Autoren. Anmerkung: Es sind nur die Stücke aufgeführt, die ins Deutsche übersetzt wurden. Für eine vollständigere Übersicht siehe die portugiesische Wikipedia.)